# Меденин (город)
Медени́н (араб. مدنين‎) — крупный город на юго-востоке Туниса, административный центр вилайета Меденин. Находится в 80 км от порта Габес и острова Джерба. Расположен на шоссе, ведущем в Ливию, и на дороге, ведущей в Алжир.

## Обзор
В доколониальный период Меденин был важным торговым центром, привлекая торговцев со всего севера Африки и даже из империи Канем-Борно на юге Сахары. В местном ксаре хранилось зерно кочевых берберских племён всего близлежащего региона.
В районе Меденина произошло безуспешное контрнаступление войск Э. Роммеля в ходе операции «Капри» в марте 1943 г. против британской 8-й армии. Меденинское сражение было последним крупным боевым действием Роммеля в Африке, прежде чем генерал Ханс-Юрген фон Арним сменил его на посту командующего Африканским корпусом.
В городе были сняты некоторые сцены фильма «Звёздные войны. Эпизод I: Скрытая угроза».